# Andrzej Mikołaj Żebrowski
Andrzej Mikołaj Żebrowski herbu Jasieńczyk (zm. 1710) – pisarz ziemski lwowski w latach 1679–1708, podstarości halicki w 1696 roku, podstarości żydaczowski w latach 1674–1677, sędzia grodzki żydaczowski w 1674 roku, starosta stryjski w 1679 roku, sędzia kapturowy ziemi lwowskiej w 1696 roku.
Jako poseł ziemi halickiej na sejm elekcyjny 1674 roku był elektorem Jana III Sobieskiego z województwa ruskiego.
Poseł halicki na sejm zwyczajny 1688 roku. Poseł sejmiku ziemskiego ziemi halickiej na sejm konwokacyjny 1696 roku. Po zerwanym sejmie konwokacyjnym 1696 roku przystąpił 28 września 1696 roku do konfederacji generalnej. Był elektorem Augusta II Mocnego z ziemi lwowskiej i przemyskiej w 1697 roku. Poseł na sejm pacyfikacyjny 1699 roku z ziemi halickiej. Był członkiem konfederacji sandomierskiej 1704 roku.